# 6 Canis Minoris
6 Canis Minoris, som är stjärnans Flamsteed-beteckning, är en ensam stjärna, belägen i den norra delen av stjärnbilden Lilla hunden. Den har en skenbar magnitud av ca 4,55 och är svagt synlig för blotta ögat där ljusföroreningar ej förekommer. Baserat på parallaxmätning inom Hipparcosuppdraget på ca 5,7 mas, beräknas den befinna sig på ett avstånd på ca 570 ljusår (ca 175 parsek) från solen. Den rör sig närmare solen med en heliocentrisk radialhastighet på ca -16 km/s. Rörelsemässigt ingår stjärnan i en avgränsande grupp som tillhör Ursa Major-strömmen i Sirius superhop.

## Egenskaper
6 Canis Minoris är en orange till gul jättestjärna i huvudserien av spektralklass K1 III, som har en svag bariumanomali, vilket kan betyda att den är en dubbelstjärna med en vit dvärg som följeslagare. Den har en massa som är ca 4 solmassor, en radie, som baserat på en interferometrimätt vinkeldiameter på ungefär 2,31 ± 0,03 mas, är ca 44 solradier och utsänder från dess fotosfär ca 761 gånger mera energi än solen vid en effektiv temperatur av ca 4 400 K.